# Beowulf (игра)
Beowulf (англ. Beowulf: The Game) — компьютерная игра по мотивам одноимённой классической саги, экранизированной режиссёром Робертом Земекисом.
Беовульф — легендарный воин Севера, в одной его руке сила тридцати людей, благородство и жестокость с трудом уживаются в нём. Жаждущий славы и золота с отрядом верных людей он отправляется в Данию сразить чудовище, наводящее ужас на заснеженные земли. Одержав победу, впадает в грех гордости, жаждет большей славы и становится датским королём. Теперь же, когда королевство объято пламенем войны, пришло время пожинать плоды неумеренных амбиций. Пришло время вести своих людей в бой, уничтожить Титанов уходящей эпохи и сокрушить врагов государства. Только пройдя через все уготованные ему судьбой испытания и взглянув судьбе в глаза, Беовульф поймёт, кто он на самом деле. И в итоге избрать свою судьбу, стать самовлюблённым убийцей чудовищ или же благородным королём.

## Рецензии
| Сводный рейтинг | Сводный рейтинг | Сводный рейтинг | Сводный рейтинг |
| Издание         | Оценка          | Оценка          | Оценка          |
| Издание         | PC              | PS3             | Xbox 360        |
| --------------- | --------------- | --------------- | --------------- |
| GameRankings    | 44,95 %         | 54,45 %         | 54,02 %         |

Портал Absolute Games поставил игре 55 %. Обозреватель отметил интересный игровой процесс. К недостаткам были отнесены техническая недоработанность игры. Вердикт: «Развлечение на недельку для жаждущих рвать и метать. Только запаситесь современным одноядерным процессором и валерьянкой».